# Spaceway 3
Spaceway 3 ist ein kommerzieller Kommunikationssatellit des US-amerikanischen Satellitenbetreibers Hughes Network Systems aus der Spaceway-Flotte.

## Technische Daten
Boeing Satellite Systems baute den Satelliten auf Basis ihres Satellitenbusses der 702-Serie. Er besitzt eine Ka-Band-Transponder-Nutzlast, um mit 10 Gbit/s Datendurchsatz Breitband-Internetverbindungen zur Verfügung zu stellen und HDTV-Fernsehen für DirecTV-Nutzer in Nordamerika zu senden. Das Raumfahrzeug ist dreiachsenstabilisiert und wird durch Solarmodule und Batterien mit Strom versorgt. Des Weiteren besitzt es eine geplante Lebensdauer von 12 Jahren, welche jedoch bereits übertroffen wurde.
Hughes besaß bei Boeing eine Option zum Bau eines zusätzlichen Satelliten (Spaceway 4) dieses Typs, welche jedoch nie genutzt wurde.

## Missionsverlauf
Der Start von Spaceway 3 war ursprünglich auf einer Zenit-3-Trägerrakete geplant, wurde jedoch nach einem Fehlstart einer Zenit-3-Rakete im März 2007 kurzfristig auf eine Ariane 5 umgebucht. Diese Umbuchung soll ca. 83 Mio. US-Dollar gekostet haben. Der Satellit wurde schließlich am 14. August 2007 mit einer Ariane-5-Trägerrakete vom Raumfahrtzentrum Guayana zusammen mit BSat 3a in einen geostationären Transferorbit gebracht. Von dort aus erreichte er seine geosynchrone Umlaufbahn durch Zünden seines Bordmotors, wo er bei 95° West stationiert wurde. Er wurde im Oktober 2007 in Betrieb genommen und deckt den nordamerikanischen Kontinent ab.